# 士蔿
士 蔿（し い、生没年不詳）は、中国春秋時代の晋の政治家。姓は祁、氏は士、諱は蔿、字は子與。士氏の祖。祖父は周に仕えた杜伯。父は隰叔。士缺（士成伯）・士縠の父。士会の祖父。武公と献公に仕えて晋の発展の基礎を築いた。

## 略歴
献公6年（紀元前671年）、晋では、桓叔・荘伯を祖とする公族が強大となっていたため、献公はこれを心配した。士蔿は、公子らと共謀し、富子を讒言して除いた。
献公7年（紀元前670年）には、游氏の2人の子も殺害した。
献公8年（紀元前669年）には、公子らを煽動して游氏を族滅すると、聚に城を築いて公子らを居住させた。同年冬、献公は、聚を包囲して公子らを皆殺しにした。
献公9年（紀元前668年）春、士蔿は、大司空に任ぜられた。
献公10年（紀元前667年）、献公が西虢を攻めようとした際、士蔿は諫言した。
献公14年（紀元前661年）、献公が太子申生のために曲沃に城を作った。この時、士蔿は、申生に城が与えられながら、その地位が下軍の将にとどまっていることを理由に、君主として立つことが困難であるから、呉の太伯の先例に倣って亡命するよう申生に説いた。しかし、申生は、士蔿の助言に従わなかった。
かつて、献公が重耳（後の文公）と夷吾（後の恵公）のために城を築くよう士蔿に命じた際、壁に薪を埋めたことがあった。夷吾がこれを訴えて献公が士蔿を詰問すると、士蔿は、官にあって命に背くのは不敬だが、敵の城を強固にするのは不忠であると述べた。その後、士蔿は、「一つの国に三人の君主がいる。私は誰に仕えればよいのか」と言ったとされる。
また、法にも明るかった事から、晋の国法『士蔿の法』を定め、後に孫の士会が定めた『范武子の法』と並んで、長く尊重された。